# Le Vol du Phœnix (film, 2004)
Pour les articles homonymes, voir Le Vol du Phénix.
Pour plus de détails, voir Fiche technique et Distribution.
Le Vol du Phœnix (Flight of the Phoenix) est un film américain réalisé par John Moore, sorti en 2004. C’est un remake du film homonyme de 1965.

## Synopsis
Un C-119, un avion-cargo, est pris dans une tempête de sable et s'écrase au beau milieu du désert de Gobi, en Mongolie. L'équipage et les passagers doivent faire face aux conditions extrêmes du désert et aux égos de chacun. La situation semble perdue jusqu'à ce que l'un des passagers, Elliott, plutôt excentrique, annonce qu'il peut reconstruire un avion à partir des restes du C-119. Il  redonne ainsi espoir aux survivants.

## Fiche technique
- Titre original : Flight of the Phoenix
- Titre français : Le Vol du Phœnix
- Réalisation : John Moore
- Scénario : Scott Frank et Edward Burns, à partir du travail de Lukas Heller en 1965
- Production : William Aldrich, Alex Blum, John Davis, Wyck Godfrey, Ric Kidney (de)
- Montage : Don Zimmerman
- Format : Couleur - 2.35 : 1 - Son DTS / Dolby Digital
- Pays :  États-Unis
- Langue : anglais
- Durée : 108 minutes
- Classification : États-Unis : PG-13 (certificat #41095 ; grossièreté de langage et violence) / Canada : 14A (DVD) - PG (Ontario)

## Distribution
- Dennis Quaid (VF : Bernard Lanneau) : Frank Towns
- Tyrese Gibson (VF : Bruno Henry) : A.J.
- Giovanni Ribisi (VF : Damien Witecka) : Elliott
- Miranda Otto (VF : Barbara Tissier) : Kelly Johnson
- Tony Curran (VF : Emmanuel Karsen) : Alex Rodney
- Jacob Vargas (VF : Boris Rehlinger) : Sammi
- Hugh Laurie (VF : Philippe Vincent) : Ian
- Scott Michael Campbell (VF : Vincent Ropion) : James Liddle
- Kevork Malikyan (VF : Omar Yami) : Rady
- Jared Padalecki (VF : Lionel Tua) : John Davis
- Sticky Fingaz (sous le pseudo de Kirk Jones) (VF : Daniel Lobé) : Jeremy

## Tournage
Le film a été tourné à quelques kilomètres de la côte, dans le désert du Namib en Namibie.

## Chansons qui l'agrémentent
- James Brown : Night Train ;
- Steve Winwood : Gimme Some Lovin' ;
- Johnny Cash : I've been everywhere ;
- Massive Attack : Angel ;
- Outkast : Hey Ya! ;
- Christopher Ward : A Moment in Time (introduction)